# Збройні сили Гаяни
Сили оборони Гаяни (англ. Guyana Defence Force) — сукупність військ Кооперативної Республіки Гаяна призначена для захисту свободи, незалежності і територіальної цілісності держави. Складаються з Сухопутних військ, Повітряних сил та Берегової охорони.

## Склад Збройних сил
Сили оборони Гаяни — досить малочисельні, вони складаються з Сухопутних військ, Повітряних сил та Берегової охорони. Загальна чисельність Сил оборони налічує 4600 військовослужбовців, резерв складається з 3000 осіб.

### Сухопутні війська
Організаційна структура Сухопутних військ Гаяни наступна:
- 1-а піхотна батальйонна група
- 3-й піхотний батальйон
- 2-й резерв групи піхотного батальйону (раніше — Народне ополчення Гаяни)
- 31 ескадрон спецпризначення
- 21-а артилерійська рота
- Інженерний батальйон
- Корпус зв’язку
- Штаб оборони
- Навчальний корпус
- Корпус розвідки
- Корпус гурту
- Медичний корпус

#### Піхотна зброя
- Walther PPK пістолет  Німеччина
- M16A2 гвинтівка  США
- Type 56 гвинтівка  КНР
- Type 63 гвинтівка  КНР
- АКМ гвинтівка  СРСР
- АК 47 гвинтівка  СРСР
- G3  Німеччина
- КK кулемет  СРСР
- FN MAG кулемет  Бельгія
- РПГ-7 реактивний протитанковий гранатомет  СРСР

#### Броньована техніка
Станом на початок грудня 2023 року, на озброєнні Сухопутних військ Гаяни танки та бойові машини піхоти — відсутні. Основу “броньованого кулака” складають:
- 42 розвідувальні бронемашини VEC-M1  Іспанія
- 24 розвідувальні бронемашини EE-11 Cascavel  Бразилія
- 18 розвідувальні бронемашини EE-9 Cascavel  Бразилія
- 8 медичні бронетранспортери Mfezi  ПАР
- 5 БТР Shorland  Велика Британія

#### Артилерія та міномети
- 12 122-мм гаубиць Д-30  СРСР
- 6 130-мм гаубиць М-46 зр. 1954 року  СРСР
- 12 81-мм мінометів L16  Велика Британія
- 18 82-мм мінометів М-43  СРСР
- 18 120-мм мінометів зр. 1938 року  СРСР
- 6 82-мм безвідкотних гармат Type 65  КНР
- 6 Тип 63 (РСЗВ)  КНР
- 6 протиповітряних гармат 4×14.5 мм ЗКУ-4  СРСР
- 18 пускових установок по 100 ракет ПЗРК SA-7 Grail  СРСР

#### Автомобільна техніка
- 100 вантажівок Type 73  Японія
- 24 Tatra 815-7  Чехія
- 24 Mercedes-Benz NG  Німеччина
- 10 позашляховиків Ford F-350  США США

### Повітряні сили
За даними журналу FlightGlobal, станом на 2020 рік, на озброєнні Повітряних сил Гаяни у складі Повітряного корпусу були 5 транспортних літаків і 3 багатоцільових вертольоти.
| Тип        | Виробництво     | Призначення             | Кількість | Примітки              |
| Літаки     | Літаки          | Літаки                  | Літаки    | Літаки                |
| ---------- | --------------- | ----------------------- | --------- | --------------------- |
| BN-2       | Велика Британія | транспортний літак      | 2         |                       |
| Skyvan     | Велика Британія | транспортний літак      | 3         |                       |
| Вертольоти |                 |                         |           |                       |
| Bell 206   | США             | багатоцільовий вертоліт | 2         |                       |
| Bell 412   | США             | багатоцільовий вертоліт | 1         | замовлено 2 (можливо) |
| Bell 429   | США             | багатоцільовий вертоліт |           | замовлено 2 (можливо) |

### Берегова охорона

Розпізнавальний знак
Знак на кіль